# リチウム11
リチウム11 (Lithium-11・11Li) とは、リチウムの同位体の1つである。

## 概要
3個の陽子と8個の中性子からなる核を持ち、中性子のうち2個はハローを形成していると考えられている（ボロミアン核）。断面積は3.16 fm2と非常に大きく、208Pbと同程度である。ハローを形成している中性子2つは、原子核表面近傍にダイニュートロンとして局在化している。β崩壊や中性子放出により、下記の様式で崩壊する。中性子8つは魔法数であり、既知の5つの反転の島のうちの最初に位置している。

## 崩壊モード
β−, n (86.3%) → 10Be
β− (5.978%) → 11Be
β−, 2n (4.1%) → 9Be
β−, 3n (1.9%) → 8Be → 24He
β−, α (1.7%) → 7He
, 4He
β−, fission (0.009%) → 8Li, 3H
β−, fission (0.013%) → 9Li, 2H